# 어우동: 주인 없는 꽃
"어우동: 주인 없는 꽃"은 2015년에 개봉한 대한민국의 19금영화이다.

## 캐스팅
- 백도빈 : 이동 역
- 송은채 : 혜인 / 어우동 역
- 여욱환 : 무공 역
- 남경읍 : 박참판 역
- 유장영 : 성종 역
- 정영섭 : 박설 역
- 김기두 : 김상선 역
- 서예희 : 기생1 역
- 이봄 : 묘홍 역
- 윤예준 : 한량 3 역
- 차희연
- 육미라 : 여주인 역
- 안수현 : 혜인 모 역
- 문영동 : 박강청 역
- 김영웅 : 병조판서 역
- 박태성 : 김집 역
- 김정석 : 한중석 역
- 엄지만 : 망나니 역
- 이철성 : 기루각 양반 역
- 박종환 : 기루각 양반 역
- 송은율 : 기녀 9 역
- 김민혁 : 의금부 판사 역 (특별출연)

## 같이 보기
- 어우동